# Thierry Lancino
Thierry Lancino est un compositeur français né le 27 mars 1954 à Civray (Vienne).

## Biographie
Il étudie la littérature et la musique à l'université de Poitiers et la composition au Conservatoire national supérieur de Paris. Après avoir terminé des travaux de recherche dans les universités Colgate et Stanford, aux États-Unis, il est invité par Pierre Boulez (1981) à rejoindre l'équipe de l'IRCAM, au Centre Pompidou à Paris. En 1988, il est nommé pensionnaire de l'Académie de France à Rome et réside à la villa Médicis pendant deux années. Après son retour en France, il est invité à l'abbaye de la Prée pour une résidence de quatre années. Il reçoit le prix de la Fondation Koussevitzky en 2008. Il vit actuellement à New York.
La production de Thierry Lancino comprend de la musique électronique, de la musique de chambre, de la musique vocale et de la musique symphonique. Il a obtenu de nombreuses commandes d'organismes prestigieux, parmi lesquels Radio France, l'État français, le Festival Musica, l'Ensemble Asko, l'Ensemble intercontemporain, l'IRCAM, l'Orchestre national de France, l'Orchestre philharmonique du Luxembourg, l'Orchestre philharmonique de Radio France, la Fondation Koussevitzky. Ses œuvres sont exécutées en France et dans les principales villes du monde.

## Œuvres
- Requiem, (2006-2009) sur un livret de Pascal Quignard - création : salle Pleyel le 8 janvier 2010
- Who is the Third?, (2008) pour chœur mixte a cappella, texte de T. S. Eliot
- ONXA, (2005) pour mezzo-soprano, violoncelle et cordes
- Concerto pour violon et orchestre, (2004-2005)
- Préludes, études et inventions pour piano (2003-2005)
- Vanishing Point, pour clarinettes et 2 percussions (2001-2002)
- Prélude et Mort de Virgile, pour baryton et orchestre (1997-2001)
- La Mort de Virgile, suite lyrique pour 4 chanteurs et orchestre (1997-2000)
- L'Esprit et l'Eau, pour baryton et quatuor à cordes, texte de Paul Claudel (1999)
- Cinq Caprices, pour violon et piano (1998)
- Salve Regina, pour voix seule et bourdon (1998)
- Ode, pour chœur, cuivres et timbales, texte de Paul Claudel (1997)
- Prélude, pour piano (1997)
- Divertimento, pour orchestre (1997)
- Prisme, pour orgue (1996)
- Journal d'esquisses, pour piano (1995-96)
- Der Abstieg, prélude pour La Mort de Virgile, pour orchestre (1995-1996)
- La Nef des fous, pour récitant, 2 chanteurs et petit ensemble (1990-1996)
- Sonate, pour violoncelle seul (1995)
- Hors Champ, pour trio à cordes, chorégraphie Taffanel (1992-1993)
- Quintette de Cuivre, (1992-1993)
- Das Narrenschiff (2e livre), pour baryton et petit ensemble (1991-1992)
- Limbes, symphonies pour instruments à vent et électronique (1989-1990)
- Das Narrenschiff (1er livre), pour mezzo et petit ensemble (1989-1990)
- Trio à Cordes, (1988-1989)
- Les Raboteurs, pour trio à cordes, chorégraphie d'Angelin Preljocaj, film de Cyril Collard (1988)
- Aloni, pour contralto, chœur d'enfants, ensemble et électronique (1986-1987)
- Profondeurs de Champ, pour clarinette basse, orchestre et bande (1983-1984)
- Static Arches, musique électronique (1980-1981)